# Joan Finney
Pour les articles homonymes, voir Finney.
Joan Finney, née le 12 février 1925 et morte le 28 juillet 2001, est une femme politique démocrate américaine. Elle est la première femme et la 42e gouverneur du Kansas entre 1991 et 1995.

## Biographie
En 1972, elle se présente sous l'étiquette républicaine dans le 2e district du Kansas pour siéger à la Chambre des représentants ; elle est battue.
Elle est adjointe spéciale du maire de Topeka, Bill McCormick.
Après avoir changé d'affiliation politique et rejoint le Parti démocrate, elle devient la première femme trésorière de l'État du Kansas de 1975 à 1991. En 1991, lors de la primaire démocrate pour le poste de gouverneur, elle bat l'ancien gouverneur John W. Carlin puis défait le républicain sortant Mike Hayden, devenant ainsi la première femme à battre un gouverneur sortant lors d'une élection générale aux États-Unis.
En plus d’être la première femme gouverneur de l'État du Kansas, Joan Finney est le premier gouverneur catholique du Kansas, et aussi l’un des rares gouverneurs démocrates anti-avortement de l'époque.
Après son mandat de gouverneur, en 1996, elle se présente pour le siège au Sénat des États-Unis, laissé vacant par Bob Dole, mais est battue dans la primaire démocrate.

## Source
- (en) Cet article est partiellement ou en totalité issu de l’article de Wikipédia en anglais intitulé « Joan Finney » (voir la liste des auteurs).